# Благоево (Разградская область)
Благоево (болг. Благоево) — село в Болгарии. Находится в Разградской области, входит в общину Разград. Население составляет 624 человека.

## История
Село до 28 января 1878 года называлось Кызыл-Мурад, затем, до 1880 года - Ново-Село, до января 1947 года - Батенберг, после Благоево.

## Население
По данным переписи населения 2011 года в селе проживали 530 жителей.
Национальный состав населения села:
| Национальность | Чел. | %      |
| -------------- | ---- | ------ |
| болгары        | 464  | 88,4 % |
| турки          | 56   | 10,7 % |
| цыгане         | 3    | 0,6 %  |
| Всего опрошено | 525  |        |

## Политическая ситуация
В местном кметстве Благоево, в состав которого входит Благоево, должность кмета (старосты) исполняет Момчил Йосифов Мизурски (Болгарская социалистическая партия (БСП)) по результатам выборов.